# Loïc Lemaître
Loïc Lemaître (25 april 1987) is een Belgische voormalige speerwerper. Hij werd eenmaal Belgisch kampioen.

## Biografie
Lemaître nam in 2005 deel aan de Europese kampioenschappen U20 in Kaunas. Hij werd twaalfde in de finale van het speerwerpen. In 2006 werd hij Belgisch kampioen speerwerpen. Hij nam dat jaar ook deel aan de WK U20 in Peking. Hij werd elfde in de finale.
Lemaître was aangesloten bij Daring Club Leuven Atletiek.

## Belgische kampioenschappen
| Onderdeel   | Jaar |
| ----------- | ---- |
| speerwerpen | 2006 |

## Persoonlijk record
| Onderdeel   | Prestatie | Datum        | Plaats    |
| ----------- | --------- | ------------ | --------- |
| speerwerpen | 69,81 m   | 10 juni 2006 | Kessel-Lo |

## Palmares
speerwerpen
- 2005  BK AC - 66,20 m
- 2005: 12e EK U20 te Kaunas - 64,57 m
- 2006  BK AC - 68,80 m
- 2006: 11e WK U20 te Peking - 69,32 m
- 2007  BK AC - 64,95 m
- 2008  BK AC - 62,22 m